# Gmina Brzeźnio
Brzeźnio (deutsch Brzeznio, 1943–1945 Birkenland) ist ein Dorf und Sitz der gleichnamigen Gemeinde im Powiat Sieradzki der Woiwodschaft Łódź, Polen.

## Gemeinde
Zur Landgemeinde Brzeźnio gehören 29 Ortsteile mit einem Schulzenamt:
| Barczew Bronisławów Brzeźnio Dębołęka Gęsina Gozdy Kliczków-Kolonia Kliczków Mały Kliczków Wielki Krzaki | Lipno Nowa Wieś Ostrów Podcabaje Próba Pustelnik Pyszków Rembów Ruszków Rybnik | Rydzew Stefanów Barczewski Drugi Stefanów Barczewski Pierwszy Stefanów Ruszkowski Tumidaj Wierzbowa Wola Brzeźniowska Zapole Złotowizna |

Eine weitere Ortschaft der Gemeinde ist Borowiska.